# تاج گیبسون
تاج جیمی گیبسون (به انگلیسی: Taj Gibson) متولد ۱۹۸۵ در بروکلین بازیکن حرفه‌ای بسکتبال ان بی ای است که برای واشنگتن ویزارد توپ میزند.
این فروارد-قدرتی با ۲۰۶ سانتیمتر قد از مدافعین مطرح لیگ ان بی ای است.